# Pandillas, guerra y paz
Pandillas, guerra y paz es una serie de televisión colombiana, producida por Fox Telecolombia y emitida originalmente por Canal Uno. Más adelante, la transmisión del dramatizado pasaría a manos de RCN Televisión.
Esta producción es considerada una de las mejores series de los años 2000, obteniendo altos niveles de audiencia junto a la aclamada La mujer del presidente, puesto que ambas representan el reflejo de la realidad de la justicia y la delincuencia en Colombia.

## Temática
La producción, original de Gustavo Bolívar Moreno, empieza en el año 1999, siendo transmitida por el Canal Uno en el horario de las 8:30 PM el día domingo, como parte del programa Unidad Investigativa. Sin embargo, debido al éxito alcanzado, se convierte en una serie independiente que abarca diferentes problemáticas que afectan a la juventud colombiana.
En la trama, aparecen ex-pandilleros de la vida real ya rehabilitados como José Baquero "Pitufo", Casi Nadie, López, Martínez, El Largo, Cuentero,  El Marrano, Come Perros, el hermano de Simona la madre de carro loco, dedos, Shirley y caco que le dicen "Tío" entre otros, que buscan dejar enseñanzas y reflexiones a los jóvenes colombianos de los barrios marginales o denominados peligrosos.
La transmisión original corrió por cuenta del Canal Uno desde 1999 hasta el año 2003. Luego, entre los años 2004 y 2005, es emitida por el Canal RCN, el cual la retransmitió entre los intervalos de 2008-2009 y 2013-2014.
Entre 2009 y 2010, este mismo canal realiza una segunda temporada, con nuevos personajes y, por consiguiente, nuevas situaciones.
Finalmente, el canal RCN Telenovelas, perteneciente a la franquicia de RCN Televisión, volvió a emitir ambas temporadas en el año 2017 y 2018.
La serie abarca varios campos críticos en la sociedad de las principales y más aglomeradas poblaciones bogotanas, más exactamente en la localidad de Ciudad Bolívar, donde un pequeño grupo de pandilleros fueron creciendo poco a poco, hasta convertirse en los delincuentes más peligrosos de la ciudad. Esta teleserie fue creada para ser transmitida en tres capítulos que terminaban con la muerte de Manuel Zapata Alias "Marrano" y otros a manos de un grupo de limpieza social, pero debido a la acogida que tuvo a nivel nacional, se alargó inicialmente a 30 capítulos y luego a más de 100.
El argumento empieza a mediados de 1993 cuando un joven llamado Javier Jaramillo huye de Medellín debido a varias amenazas recibidas en su contra (aunque no se especificó si fue amenazado por bandas afiliadas a Pablo Escobar o a los PEPES) , encontrando como un sitio idóneo Ciudad Bolívar. Poco a poco, el muchacho fue creciendo hasta que vio en el microtráfico una forma fácil de conseguir dinero; logró tal poder que terminó hundiendo a dicha localidad en una guerra por el poder y tráfico de drogas.

## Elenco
- Juan Sebastián Calero como Ricardo Castro.
- Freddy Ordóñez como Javier Jaramillo.[34]
- John Alex Ortiz como Mateo Hernández.[35]
- César Serrano como Alexander Pérez alias "Pecueca".
- José Hurley Rojas como Manuel Herrera alias "Rasputin".[36]
- Iván Darío Aldana como Osvaldo Ríos alias "Shampoo".[37]
- Adrián Jiménez como Bernardo Gildardo Manotas alias "Carroloco".
- Hernán Álvarez como alias "el Dedos".
- Alexis Calvo como "Caco".[38]
- Mariangélica Duque como Juliana.[39][40][41]
- Luis Fernando Ardila como el Coronel Leal.[42][43]
- Julio Sánchez Coccaro  como El Padre Manolo.
- Pierangeli Llinas  como Estela de Castro.
- Vicky Hernández  como Victoria Vanegas.[44]
- Jaime Barbini como Padre de Javier Jaramillo.
- Marisol Castaño como Raquel.[45]
- Rafael Pedroza como Julián Esguerra.[46]
- José Luis Paniagua como el maestro Nostradamus.[47]
- Félix Malavera como Alexis Millán alias "El Divino".
- Inés Prieto como madre de Blanca.
- Disney Bernuis como Blanca Morales, alias "la negra" o "cumbambona".[48]
- Luz Patricia Sánchez como Maryori Castro.[49][50]
- Francisco Bolívar como Pacho Bolívar.
- Andrés Bolívar como Andrés Bolívar.
- Óscar Bolívar como Óscar Cárdenas.
- Susana Bolívar como Susana Cárdenas.[51]
- Eduardo Hartmann como Don Guillermo.
- Brisa Botero como Tatiana.
- Hermes Camelo como Rector del Colegio.
- Diego León Ospina como Super Mario.
- Julián de Madrigal como Luis Alfonso Marín alias "El Tío".[52]
- Julio del Mar como Esteban.
- Víctor Cifuentes como El Nerón.
- Jacqueline Henríquez como Simona.
- Karla Ramírez como Shirley.[53]
- Martha Restrepo como Adriana Villamizar.
- Joseph Abadia como Fernando Estrada alias "Fercho".
- Marlon Moreno como Ciro Bernal.[54]
- Alberto Marulanda como Leonel Marín.
- Jonathan Cabrera como "El Torcido".
- Tatiana Trujillo como Katherine.
- Linda Baldrich como Elsa Piedad.
- Zulma Rey como Catalina.
- Enilda Rosa Vega Borja como Doña Josefa.
- Ismael Barrios como Ernesto Molina.
- Juan Del Mar como Emiro.
- Lucho Velasco como Jacinto Contreras alias "El Propio".
- Lady Noriega como Diana.[55]
- Yesenia Valencia como Mónica.
- Sooner Rodríguez como Margarita.
- Sonya Rico como Lina.
- Alejo Correa como Ferney.
- Heidi Corpus como La Negra.
- Silvana Martínez como Maritza.
- Florencio Torres como Memín.
- Carlos Alberto Ramirez como Marcos.
- John Güiza como el Kaliman.
- Eduardo Gutierrez como el Largo.
- Ángel Fabián Moreno como Felipe Contreras Alias el Casi Nadie.[56]
- Victor Velásquez como Martínez.[57]
- Freddy Segura como el Cuentero.
- Yudy Moreno como Ofelia Herrera.
- Fernando Villamizar como Burbuja.
- Yesid Téllez como Cara de Muerto.
- Eduardo López como Hugo.
- Álvaro Ospina como Montoya.
- Giovanny Guzmán como Renán.
- Edward Silva como Olafo.
- Carlos Marín como El Muelas.
- Jairo Sanabria como Maximiliano Sinisterra.
- Rodrigo Castro como Juan Felipe Sinisterra.
- Natalia Reyes  como María Fernanda Bernal.
- María Isabel Muñoz  como María Alexa de Bernal.
- John Ceballos  como el Capitán Flórez.
- Andrés Mantilla Gonzalez como el teniente Martínez.
- Gustavo Vásquez como el sargento Moncada.
- Ricardo Saldarriaga como el general Padilla.
- Roberto José Brown como el teniente Ospina.
- Carlos Rojas como el Teniente Mesa.
- Álvaro García como el mayor Solano.
- Erwin Ávila como el agente López.
- Jorge Bautista como el agente Ramírez.
- Julio Sastoque como el fiscal Rafael Ávila.
- Henry Sánchez como el fiscal Óscar Torres.
- Sergio Navarro como el fiscal César Ariza.
- John Zea como Daniel Pulido.
- Priscila Álvarez como Carla.
- Luisa Fernanda Builes como Amada.
- Carmen Villalobos como Periodista
- Carlos Muñoz como el senador Germán Forero.[58]
- Luis Fernando Múnera como el senador Ariosto Camacho.
- Fernando Corredor como Senador Alberto Peláez.
- Edna Márquez como Nayive.
- José Edgardo Román como Mayor Ángel Iván Garnica.
- Álex Gil como el Pingüino.
- Diego Sarmiento como "Forero".
- Giovanny Almonacid Gómez como "Titi".
- Juan Morales como "el chavo".
- José Baquero como "Pitufo".[59][60]
- Monseñor Alirio López como el Padre Alirio.
- Antanas Mockus como alcalde de Bogotá.[61]
- Yaneth Waldman como una enfermera.
- Angeline Moncayo como Valentina.
- Heidy Bermúdez  como Natalia.
- Juan Pablo Shuk como Fernando.
- Carolina Sabino Ella Misma.
- Juan Fernando Sánchez como Yeison alias el Hooligans.
- Jenny Osorio como María Paula.
- Nini Johana Pabón como Patricia.
- Críss Cifuentes como Ferney.
- Carlos Velásquez como Don Eulalio.
- Ana Karina Soto como María Camila.
- Rafael Montoya como Joselo.
- Felipe Pereira como Mike.
- Luis Tamayo como el Guajiro.
- July Pedraza como Piedad.
- Ignacio Hijuelos como Jacinto.
- Sebastián Caicedo como Bayron.
- Joavany Álvarez como Abogado.
- Alberto Saavedra como Fernando.
- Rodolfo Silva como chamo.
- Daniel Humberto Merizalde como Preso.
- Ruben Oliver como Esteban (Narcotraficante Argentino).